# Ctenotus regius
Ctenotus regius es una especie de lagarto del género Ctenotus, familia Scincidae, orden Squamata. Su masa corporal es de aproximadamente 7,88 g.

## Distribución
Se distribuye por Australia, en Nueva Gales del Sur, Territorio del Norte, Queensland, Australia del Sur y Victoria.

## Taxonomía
Fue descrita por Storr en 1971.
Tratamiento taxonómico
La especie aparece registrada y publicada en The genus Ctenotus (Lacertilia: Scincidae) in South Australia. Rec. South Austral. Mus. 16 (6): 1-15.